# Tuntutuliak
Tuntutuliak est une census-designated place d'Alaska aux États-Unis dans la Région de recensement de Bethel dont la population était de 408 habitants en 2010.

## Situation - climat
Elle est située sur la rivière Qinaq, à environ 5 km de son confluent avec la rivière Kuskokwim, à 64 km de la côte de la mer de Béring, à 64 km au sud-ouest de Bethel et à 708 km à l'ouest d'Anchorage.
Les températures vont de 6 °C à 17 °C en été et de −19 °C à −7 °C en hiver avec des extrêmes de 30 °C et de −43 °C.

## Histoire
Le nom du village en Yupik est Tuntutuliaq qui signifie endroit aux nombreux caribous. Il se situait à l'origine à 6 km à l'est de sa position actuelle et se nommait Quinaq comme l'avait référencé, en 1879, Edward Nelson. Il y avait alors 175 habitants.
En 1908, une mission des Frères Moraves y est passée et y avait dénombré 130 personnes. En 1909, une école a ouvert, mais elle a été fermée dès 1917 et a été déplacée à Eek entraînant le départ d'une partie des habitants.
En 1923 la première chapelle des Frères Moraves a été construite, tandis qu'il existait déjà un magasin de fournitures générales ouvert en 1920. La communauté s'est déplacée à son emplacement actuel et s'est nommée Tuntutuliak en 1945. Une nouvelle école a ouvert en 1957 et la poste en 1960.

## Activités locales
L'école et les services tribaux occupent une grande partie des habitants, ainsi que la pêche commerciale. Par ailleurs, la communauté pratique différentes activités artisanales, le travail des peaux et de la fourrure, ainsi que la fabrication d'objets indigènes. Plusieurs familles utilisent des camps de pêche l'été pour leur propre subsistance.

## Démographie
| 1950 | 1960 | 1970 | 1980 | 1990 | 2000 | 2010 | - |
| ---- | ---- | ---- | ---- | ---- | ---- | ---- | - |
| 68   | 144  | 158  | 216  | 300  | 370  | 408  | - |